# Lista do Patrimônio Mundial na Coreia do Sul
A Organização das Nações Unidas para a Educação, a Ciência e a Cultura (UNESCO) propôs um plano de proteção aos bens culturais do mundo, através do Comité sobre a Proteção do Património Mundial Cultural e Natural, aprovado em 1972. Esta é uma lista do Patrimônio Mundial existente na Coreia do Sul, especificamente classificada pela UNESCO e elaborada de acordo com dez principais critérios cujos pontos são julgados por especialistas na área. A Coreia do Sul ratificou a convenção em 14 de setembro de 1988, tornando seus locais históricos elegíveis para inclusão na lista.
Os sítios Gruta de Seokguram, Santuário de Chongmyo e Templo de Haeinsa e o Janggyeong Panjeon, Depósito dos blocos de madeira da Tripitaca Coreana foram os primeiros locais da Coreia do Sul inscritos na lista do Patrimônio Mundial da UNESCO por ocasião da 19ª Sessão do Comité do Património Mundial, realizada em Berlim (Alemanha) em 1995. Desde a mais recente inclusão na lista, a Coreia do Sul totaliza 16 sítios declarados como Patrimônio Mundial, sendo treze (14) deles de classificação Cultural e dois (2) de classificação Natural. 

## Bens culturais e naturais
A Coreia do Sul conta atualmente com os seguintes lugares declarados como Patrimônio da Humanidade pela UNESCO:
| | Gruta de Seokguram e Templo de Bulguksa |
| Bem cultural inscrito em 1995. |                                         |
| Localização: Gyeongsang do Norte |                                         |
| Localizada nas encostas do Monte T'oham, a Gruta de Seokguram foi convertida no século VIII para abrigar uma estátua monumental de Buda na posição de bhumisparsha mudra. Rodeada por imagens de divindades, bodisatvas e discípulos, esculpidas em alto e baixo relevo com grande delicadeza e realismo, esta estátua é uma obra-prima da arte budista do Extremo Oriente. O templo de Bulguksa, construído em 774, forma com a gruta um conjunto arquitetônico religioso de valor excepcional. (UNESCO/BPI) |                                         |

| | Santuário de Jongmyo |
| Bem cultural inscrito em 1995. |                      |
| Localização: Seul |                      |
| Dedicado aos ancestrais da dinastia Joseon (1392-1910), Jongmyo é o mais antigo dos santuários reais confucionistas preservados hoje. É também o mais autêntico, pois conservou a mesma configuração que tinha no século XVI. Abriga tábuas nas quais estão inscritos os ensinamentos dos membros da família real. Cerimónias rituais acompanhadas de música, cantos e danças ainda são celebradas no seu recinto, perpetuando assim uma tradição que remonta ao século XIV. (UNESCO/BPI) |                      |

| | Templo de Haeinsa e o Janggyeong Panjeon, depósito dos blocos de madeira da Tripitaca Coreana |
| Bem cultural inscrito em 1995. |                                                                                               |
| Localização: Gyeongsang do Sul |                                                                                               |
| Localizado no Monte Gayasan, o Templo de Haeinsa preserva a Tripitaca Coreana, a versão mais completa dos textos do cânone budista, que foram registrados em 80.000 tábuas de madeira entre 1237 e 1249. Os edifícios do Janggyeong Panjeon foram construídos no século XV para servir como um repositório para esses tabletes reverenciados, que também são reverenciados como obras de arte excepcionais. Nestas jazidas ficou patente a surpreendente mestria com que foram concebidas e aplicadas as técnicas para a conservação destas tábuas de madeira. (UNESCO/BPI) |                                                                                               |

| | Complexo de Palácios de Ch'angdokkgung |
| Bem cultural inscrito em 1997. |                                        |
| Localização: Seul |                                        |
| No início do século XV, o imperador Sejong ordenou que um novo palácio fosse construído em um local para que os presságios fossem favoráveis. Foi criado um ofício responsável pela construção dos edifícios oficiais e residenciais do conjunto palaciano, que foram erguidos num jardim adaptado com grande sabedoria à topografia irregular do local escolhido de 58 hectares. O resultado foi a criação de um exemplar excepcional do estilo e arquitetura palaciana do Extremo Oriente, combinando-se harmoniosamente com a paisagem circundante. (UNESCO/BPI) |                                        |

| | Fortaleza de Hwasong |
| Bem cultural inscrito em 1997. |                      |
| Localização: Gyeonggi |                      |
| Quando o imperador Jeongjo da dinastia Joseon transferiu o túmulo de seu pai para Suwon no final do século XVIII, decidiu cercá-lo com fortes fortificações. Estas foram concebidas de acordo com as orientações de um eminente arquiteto militar da época, que teve em conta os mais recentes desenvolvimentos no Oriente e no Ocidente na arquitetura militar. As enormes muralhas de quase seis quilômetros da fortaleza construída, com seus quatro portões, baluartes e torres de artilharia, ainda existem hoje. (UNESCO/BPI) |                      |

| | Áreas Históricas de Gyeongju |
| Bem cultural inscrito em 2000. |                              |
| Localização: Gyeongsang do Norte |                              |
| Nas áreas históricas de Gyeongju há uma concentração significativa de obras e monumentos extraordinários da arte budista coreana – esculturas, relevos, pagodes e vestígios de templos e palácios – datando em particular dos séculos VII a X, época em que esta expressão estética floresceu única em seu tipo. (UNESCO/BPI) |                              |

| | Sítios dos Dólmenes de Gochang, Hwasun, e Ganghwa |
| Bem cultural inscrito em 2000. |                                                   |
| Localização: Jeolla do Norte / Jeolla do Sul / Incheon |                                                   |
| As necrópoles pré-históricas de Gochang, Hwasun e Ganghwa abrigam centenas de dólmens – túmulos construídos com enormes blocos de pedra – datados do primeiro milênio a.C. Esses monumentos fazem parte da cultura megalítica espalhada por muitas partes do mundo, mas nesses lugares seu grau de concentração é maior do que em qualquer outro lugar. (UNESCO/BPI) |                                                   |

| | Ilha Vulcânica e Tubos de Lava de Jeju |
| Bem natural inscrito em 2007. |                                        |
| Localização: Jeju |                                        |
| O local compreende três áreas totalizando 18.846 hectares, ou 10,3% da área da Ilha de Jeju, que é a porção mais ao sul do território da República da Coreia. As três áreas são: o Geomunoreum, considerado a mais bela rede de cavernas formada por túneis lávicos do mundo, com tetos e pisos carbonatados multicoloridos e paredes lávicas escuras; o cone de tufo de Seongsan Ilchulbong, semelhante a uma fortaleza que se ergue das águas do oceano, formando uma paisagem espetacular; e Monte Hallasan, o pico mais alto da Coreia, com suas cachoeiras, formações rochosas multiformes e lago de cratera. O local não é apenas de uma beleza incomum, mas também constitui um testemunho das características e processos da história geológica do nosso planeta. (UNESCO/BPI) |                                        |

| | Túmulos Reais da Dinastia Joseon |
| Bem cultural inscrito em 2009. |                                  |
| Localização: Gyeonggi / Seul |                                  |
| Os túmulos reais da dinastia Joseon são um conjunto de 40 túmulos espalhados em 18 lugares. Os túmulos reais foram construídos ao longo de cinco séculos, entre 1408 e 1966. Tradicionalmente, sua função era venerar a memória dos ancestrais, homenagear suas façanhas, afirmar a autoridade da monarquia, proteger os espíritos ancestrais contra o mal e oferecer proteção contra vandalismo. Paisagens de excepcional beleza foram escolhidas para a construção dos túmulos. Situadas no meio de uma encosta de montanha e assim protegidas atrás dela, as sepulturas estão viradas a sul, viradas para um rio e, idealmente, viradas para uma serra ao longe. Além da própria área funerária, os túmulos reais incluem uma área cerimonial e uma área de acesso. Junto com os túmulos, vários edifícios adjacentes fazem parte integrante do túmulo: o santuário de madeira em forma de T, o galpão de estela, a cozinha real, o prédio dos guardiões, a porta de ponta vermelha e a Casa do Guardião da Tumba. No exterior, os túmulos são decorados com objetos de pedra, incluindo representações de pessoas e animais. A inscrição dos Túmulos da Dinastia Joseon na Lista do Patrimônio Mundial da UNESCO completa os complexos de túmulos dos locais anteriormente inscritos: Áreas Históricas de Gyeongju (República da Coreia) e Complexo de Tumbas de Koguryo (República Popular Democrática da Coreia). (UNESCO/BPI) |                                  |

| | Aldeias Históricas da Coreia: Hahoe e Yangdong |
| Bem cultural inscrito em 2010. |                                                |
| Localização: Gyeongsang do Norte |                                                |
| Fundadas nos séculos XIV e XV, Hahoe e Yangdong são consideradas duas das cidades históricas de clãs mais representativas da República da Coreia. Seu layout e localização, em montanhas arborizadas e de frente para um rio e campos agrícolas abertos, refletem a cultura aristocrática confucionista do início da dinastia Joseon (1392-1910). A localização das cidades foi projetada para extrair alimento físico e espiritual das paisagens circundantes. Incluíam residências para as famílias governantes, habitações de madeira maciça para os demais membros do clã, além de pavilhões, salas de estudo, academias confucionistas e grupos de casas térreas com paredes de barro e telhados de palha reservados ao plebeu. Poetas dos séculos XVII e XVIII celebravam a beleza dessas paisagens montanhosas e arborizadas, das aldeias à beira-mar e das paisagens pontuadas de casas de campo e retiros. (UNESCO/BPI) |                                                |

| | Namhansanseong |
| Bem cultural inscrito em 2014. |                |
| Localização: Gyeonggi |                |
| A fundação desta cidade, localizada em uma área montanhosa a cerca de 25 quilômetros a sudeste de Seul, foi planejada para servir como capital dos reis da Dinastia Joseon (1392-1910) em caso de emergência. Construído e defendido por monges-soldados budistas, podia abrigar até 4.000 pessoas e desempenhou importantes funções administrativas e militares ao longo da história. Seus vestígios mais antigos datam do século VII e foi reconstruído várias vezes, principalmente no início do século XVII, em antecipação a um ataque da dinastia chinesa-manchu Qing. Namhansanseong é um verdadeiro compêndio de noções de engenharia militar defensiva de épocas passadas, inspiradas nas da China e do Japão, bem como na evolução das técnicas de fortificação resultantes da introdução de armas de fogo ocidentais na Ásia. Esta cidade, que sempre foi habitada e foi por muito tempo a capital de sua província, abriga testemunhos de um rico passado civil, militar e religioso que a tornaram um símbolo da soberania nacional coreana. (UNESCO/BPI) |                |

| | Áreas Históricas de Baekje |
| Bem cultural inscrito em 2015. |                            |
| Localização: Chungcheong do Sul / Jeolla do Norte |                            |
| Localizada na região montanhosa ocidental da parte central da República da Coreia, esta propriedade cultural em série compreende oito sítios arqueológicos do reino de Baekje, um dos três mais antigos da península coreana, que durou cerca de sete séculos (de 18 a.C. a 660 dC). Esses locais incluem: Fortaleza Gongsanseong e Tumbas Songsan-ri, ligadas à capital de Ungjin (atual Gongju); Fortaleza Busosanseong, Edifícios Administrativos Gwanbuk-ri e Muros Naseong, ligados à capital de Sabi (agora Buyeo); e o palácio real de Wanggung-ri e o templo Mireuksa de Iksan, ligado à segunda capital Sabi. O conjunto desses locais é representativo do período tardio do reino Baekje (475-660), caracterizado por consideráveis intercâmbios tecnológicos, religiosos (disseminação do budismo), culturais e artísticos entre os antigos reinos do leste da Ásia localizados nos territórios Coreia, China e Japão. (UNESCO/BPI) |                            |

| | Sansa, Mosteiros Budistas de Montanha na Coreia |
| Bem cultural inscrito em 2018. |                                                 |
| Localização: |                                                 |
| Os sansa são mosteiros budistas espalhados nas montanhas das províncias do sul da península coreana. Fundados entre os séculos VII e IX, os sete mosteiros-templos que compõem o local apresentam traços comuns, tipicamente coreanos, em sua distribuição espacial. Eles consistem em um pátio central coberto chamado madang, que é ladeado por quatro edifícios: a sala do Buda, o pavilhão, a sala de leitura e o quarto. Possuidores de um grande número de elementos arquitetónicos, objetos, documentos e requintados santuários, estes mosteiros sobreviveram até hoje e continuam a ser locais onde a religião budista é praticada diariamente. (UNESCO/BPI) |                                                 |

| | Seowon, academias coreanas neo-confucianas |
| Bem cultural inscrito em 2019. |                                            |
| Localização: |                                            |
| Os sansa são mosteiros budistas espalhados nas montanhas das províncias do sul da península coreana. Fundados entre os séculos VII e IX, os sete mosteiros-templos que compõem o local apresentam traços comuns, tipicamente coreanos, em sua distribuição espacial. Eles consistem em um pátio central coberto chamado madang, que é ladeado por quatro edifícios: a sala do Buda, o pavilhão, a sala de leitura e o quarto. Possuidores de um grande número de elementos arquitetónicos, objetos, documentos e requintados santuários, estes mosteiros sobreviveram até hoje e continuam a ser locais onde a religião budista é praticada diariamente. (UNESCO/BPI) |                                            |

| | Getbol, planície entremaré coreana |
| Bem natural inscrito em 2021. |                                    |
| Localização: Jeolla do Norte / Chungcheong do Sul / Jeolla do Sul |                                    |
| Localizado na costa sudoeste e sul da República da Coreia, a leste do Mar Amarelo, este local consiste em quatro componentes: a planície de maré de Seocheon (“getbol”), a planície de maré de Gochang, a planície de maré de Shinan e a planície de Boseong- Planície de maré Suncheon. . Ao longo do tempo, uma complexa combinação de fatores geológicos, oceânicos e climáticos levou à criação de várias formações sedimentares costeiras no território deste sítio. Cada um dos seus quatro componentes é representativo de um tipo diferente de planície intertidal: estuarina, baía, arquipélago e mar semifechado. O grau de diversidade biológica dessas planícies é muito alto, pois possuem 2.150 espécies botânicas e zoológicas, incluindo 22 que estão globalmente ameaçadas ou já em vias de extinção. Além disso, abrigam 47 espécies endêmicas de invertebrados marinhos e outras cinco em risco de desaparecer e um total de 118 espécies de aves migratórias às quais fornecem habitats essenciais. A fauna endémica inclui o polvo da lama (Octopus minor), e também espécies que se alimentam de detritos e sedimentos como o caranguejo japonês (Macrophthalmus japonica), o caranguejo violinista (Uca lactea), os anelídeos marinhos poliquetas (Polychaeta), o fantasma de Stimpson caranguejo ou gaiado (Ocypode stimpsoni), a concha de areia do Mar Amarelo (Umbonium thomasi) e outras espécies que se alimentam de partículas suspensas, como as amêijoas. Este local é um exemplo vívido da ligação entre a diversidade geológica e biológica, bem como a subordinação das atividades humanas e da diversidade cultural aos fatores ambientais. (UNESCO/BPI) |                                    |

| | Túmulos dos Gaya |
| Bem cultural inscrito em 2023. |                  |
| Localização: Gyeongsang do Sul |                  |
| Esta propriedade serial inclui cemitérios arqueológicos com túmulos atribuídos à Confederação Gaya, que se desenvolveu no sul na Península da Coreia entre os séculos I e VI de nossa era. Por sua disposição geográfica e características paisagísticas, tipos de sepultamentos e altares funerários, os cemitérios testemunham o característico sistema político dos Gaya, no qual os Estados existiam como iguais políticos autônomos enquanto compartilhavam traços culturais comuns. A introdução de novas formas de sepulturas e a intensificação da hierarquia espacial dos túmulos refletem as variações estruturais experimentadas pela sociedade de Gaya ao longo de sua história. (UNESCO/BPI) |                  |

## Lista Indicativa
Em adição aos sítios inscritos na Lista do Patrimônio Mundial, os Estados-membros podem manter uma lista de sítios que pretendam nomear para a Lista de Patrimônio Mundial, sendo somente aceitas as candidaturas de locais que já constarem desta lista. Desde 2019, a Coreia do Sul possui 12 locais na sua Lista Indicativa.
| Sítio                       | Imagem | Localização   | Ano  | Dados UNESCO                   | Descrição |
| --------------------------- | ------ | ------------- | ---- | ------------------------------ | --- |
| Locais de fornos Kangjingun |        | Jeolla do Sul | 1994 | Cultural: (ii)(iii)(iv)(v)(vi) | Durante o período Goryeo (918-1392), existiram dois grupos de locais de forno de barro e céladon: Kangjin-gun em Chollanam-do e Puan-gun em Chollabuk-do. Até o momento, cerca de 400 locais de forno foram descobertos nessas duas áreas. |